# A.C. Tuttocuoio 1957 San Miniato
Associazione Calcio Tuttocuoio 1957 San Miniato là một câu lạc bộ bóng đá Ý nằm ở Ponte a Egola, một frazione của San Miniato, Tuscany, nhưng chơi ở Santa Croce sull'Arno, Tuscany.

## Lịch sử
Câu lạc bộ được thành lập vào năm 1957 với tên US Ponte a Egola. Nó được đổi tên thành ASD Tuttocuoio Calcio vào năm 1959.

### Serie D
Đội được thăng hạng Serie D vào mùa hè năm 2010, sau khi giành được Promozione Tuscany trong mùa giải 2008-09
Câu lạc bộ trong mùa 2009-10 có được bộ ba danh hiệu: chiến thắng Coppa Italia Dilettanti 2008-09, được thăng hạng trực tiếp tới Serie D, trước đó cũng đã giành được Coppa Italia Tuscany, cùng với giải đấu Eccellenza Tuscany.

### Lega Pro
Vào năm 2012-13, Tuttocuoio đã giành được Serie D Girone A và do đó lần đầu tiên đảm bảo thăng hạng lên Lega Pro Seconda Divisione. Là một câu lạc bộ chuyên nghiệp, Tuttocuoio đã kết thúc mùa giải đầu tiên ở vị trí thứ mười và đảm bảo một vị trí cho 2014-15 Lega Pro sau khi đánh bại Aversa Normanna và Arzanese trong vòng play-off.

## Màu sắc và huy hiệu
Các màu câu lạc bộ là màu xanh lá cây và đen.

## Danh dự
- Eccellenza Tuscany:
  - Vô địch (1): 2009-10
- Coppa Italia Dilettanti:
  - Vô địch (1): 2009-10
- Coppa Italia Khu vực Tuscany:
  - Vô địch (1): 2009-10